# Jigoro Kano
Jigorō Kanō (嘉納 治五郎 Kanō Jigorō) (28. oktober 1860 – 4. maj 1938) opfandt og grundlage judo i 1882. Judo var den første japanske kampsport der blev en officiel olympisk sport, og Jigorō Kanō var stærkt medvirkende til det.

## Ekstern henvisning
- Judo History (på engelsk)
- Jigoro Kanos profil på Olympedia (engelsk)
- Jigoro Kano hos JudoInside.com (engelsk)
- Jigoro Kanos profil hos NNDB (engelsk)
- Jigoro Kanos profil hos Encyclopædia Britannica Online (engelsk)